# Pacifigorgia sculpta
Pacifigorgia sculpta is een zachte koraalsoort uit de familie Gorgoniidae. De koraalsoort komt uit het geslacht Pacifigorgia. Pacifigorgia sculpta werd in 2004 voor het eerst wetenschappelijk beschreven door Breedy & Guzman. 